# Temmink – The Ultimate Fight
Temmink – The Ultimate Fight ist ein niederländischer Film aus dem Jahr 1998 von Boris Paval Conen und wurde von Motel Films produziert. 

## Handlung
Irgendwann in der Zukunft schlägt Temmink einen Passanten zu Tode und landet in der sogenannten „Arena“, einer modernen Version des alten römischen Kolosseums. In einem Acrylglaskäfig kämpfen Kriminelle mit einer gewalttätigen Vergangenheit wie römische Gladiatoren um Leben und Tod.

## Veröffentlichung
Der Film feierte am 2. Juli 1998 in den Niederlanden seine Premiere. In Deutschland erschien er am 26. September 2002 auf Video und DVD.

## Kritik
Kino.de urteilte: „[…] atmosphärisch wasserdichten und jederzeit nachvollziehbar vorgetragenen Gesellschaftssatire […] und mithin neue Maßstäbe setzt in einem Genre […]“.